# Hawker Sea Hawk
A Hawker Sea Hawk a brit Királyi Flotta (Royal Navy) Haditengerészeti Légierőjének (Fleet Air Arm) együléses sugárhajtású vadászrepülőgépe volt, melyet a Hawker Aircraft és leányvállalata, az Armstrong Whitworth Aircraft gyártott. Bár a konstrukció korábbi Hawker dugattyús motoros gépekén alapult, ez volt a vállalat első sugárhajtású repülőgépe. Miután sikeresen átesett a flotta vizsgálatain, a típus megbízható és robusztus igáslónak bizonyult és sikeresen exportálták is.

## Tervezés és fejlesztés
A második világháború utolsó éveiben a Hawker cég tervezőcsapata kezdetben úgy ismerkedett a sugárhajtású technikával, hogy megnyújtotta és módosította a már gyártott Hawker Sea Fury  sárkányát, a törzs középső részébe építette be a Rolls-Royce Nene gázturbinát és a pilótafülkét egészen a gép orrába helyezte át: ezzel megszületett a P.1035 prototípus. A Légügyi Minisztérium tanácsára a konstrukciót alaposan átalakították: a Fury elliptikus szárnyát trapéz alakúra cserélték, kialakították a légbeömlőnyílásokat a szárnytőben és "nadrágcső" alakú osztott fúvócsövet terveztek a hajtóműhöz. Az újratervezett repülőgép gyári jelölése P.1040 lett. A szokatlan kialakítású fúvócső csökkentette a tolóerő csökkenést és helyet szabadított fel az üzemanyag tartályok számára, ezzel a repülőgép hatótávolsága nagyobb lett, mint sok korabeli sugárhajtású gépé. Az üzemanyag tartályok a motor előtt és mögött helyezkedtek el, így a repülés folyamán a gép tömegközéppontja nem vándorolt. Eredetileg a P.1040-et a Királyi Légierőnek (RAF) szánták elfogó vadászgépnek, annak ellenére, hogy csúcssebessége 600 mph (965 km/h) alatt volt. Amikor azonban 1945-ben a RAF nem mutatott érdeklődést a terv iránt, mivel kevés előnye mutatkozott a már szolgálatban lévő sugárhajtású vadászgépekkel, a Gloster Meteorral és a de Havilland Vampireal szemben, a P.1040 tervet kissé átalakítva ajánlatot tettek az Admiralitásnak P.1046 típusjellel mint flottát kiszolgáló vadászgépre.
A P.1040 prototípus (VP401), melyet Hawker N.7/46 jelre neveztek át a Légügyi minisztérium haditengerészeti specifikációja szerint 1947. szeptember 3-án repült először Bill Humblelel a pilótaülésben. A  sárkányon és a vezérsíkokon fellépő rezgések miatt át kellett tervezni a sugárhajtómű fúvócsöveinek terelőit és egy áramvonalas forgástestet kellett beépíteni a vezérsíkok csatlakozásához. Más apróbb hibákat is észleltek: nagy erőket a leszállásnál és a kabintető deformálódását, míg a hosszú felszállópályát a gyenge Nene sugárhajtóműnek tulajdonították, amelyik még nem érte el a tervezett tolóerőt.
A tengerészeti változat, a felhajtható szárnyakkal, gőzkatapult csatlakozóval és teljes fegyverzettel készült VP413 csak 1948. augusztus 31.én szállt fel először. A harmadik prototípuson, mely 1949-re készült el, egy sor változtatást hajtottak végre: a hosszabb fékező-horog felerősítését, miután több repülőgép-hordozóra történt leszálláskor a pilóták nem tudták beakasztani a horgot a kötelekbe és a gép túlfutott a fedélzeten. Ezeket a módosításokat a további széria változatok is megtartották. Az első repülőgép-hordozó próbákat a HMS Illustrious fedélzetén hajtották végre ugyanebben az évben. A VP401, az első prototípus repülési próbái folytatódtak, közben 1949. augusztus 1-jén a Haditengerészet benevezte a repülőgépet a Nemzeti Repülőversenyre és elnyerte a Brit Repülőgéptervezők Társaságának kupáját a Havilland Vampire 3 és a DH 108 elől. A prototípus később segéd rakétahajtást kapott, az új Hawker P.1072 típusjelű gép lett az első angol rakétahajtású gép. Az 1950-ben végrehajtott néhány felszállás után egy kísérlet során a rakéta felrobbant és bár a gépet újra megjavították, többé nem használták.
A Harmadik prototípus 1949. október 17-én szállt fel először. Ez a gép már teljesen megegyezett a későbbi szériában gyártott példányokkal. A sikeres próbák után 1949. november 22-én a haditengerészet 151 darabos sorozatot rendelt a most már hivatalosan is Sea Hawknak nevezett vadászgépből.

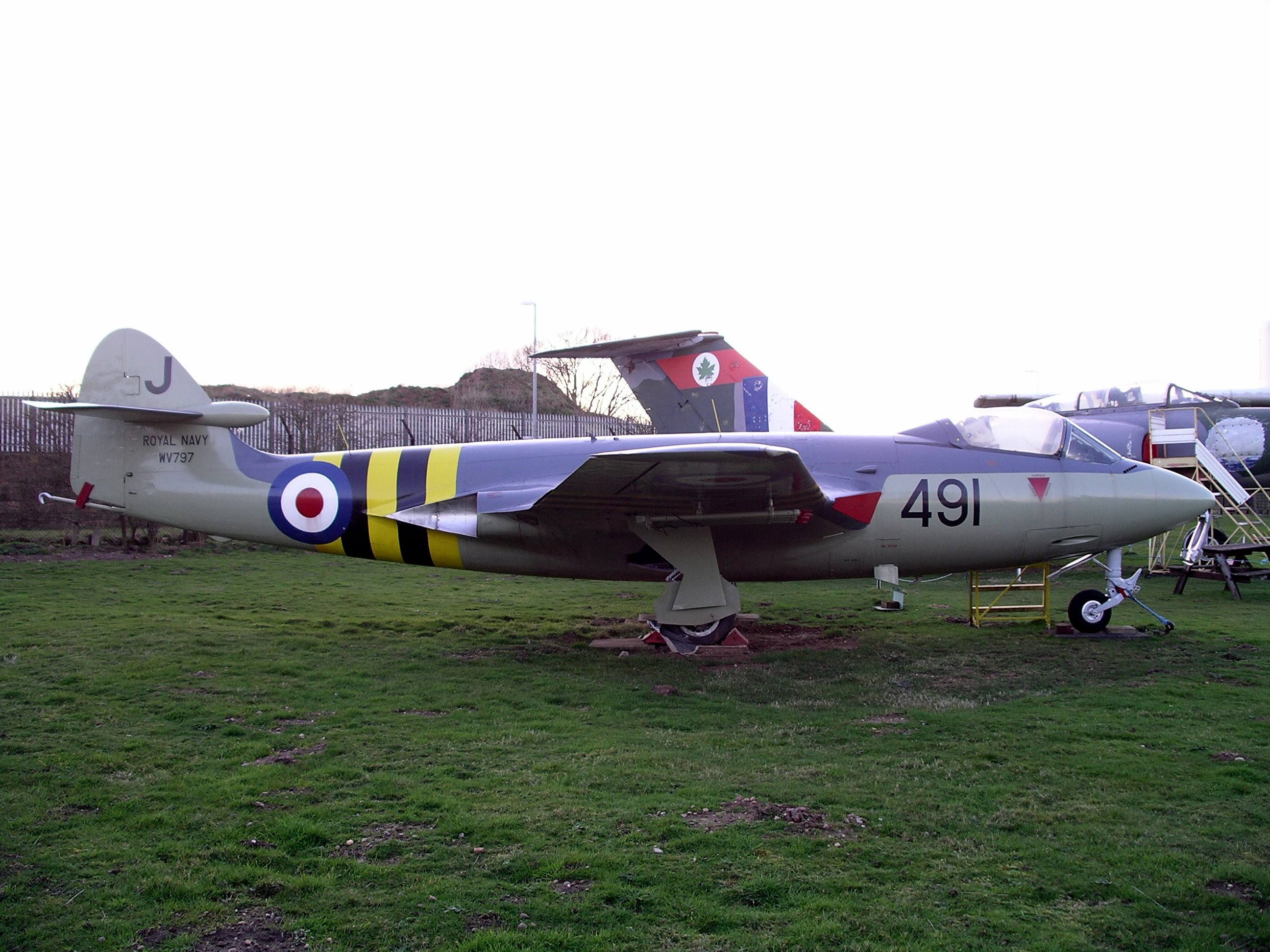
Armstrong Whitworth Sea Hawk FGA.6 (szériaszám: WV797) az angliai Midland Air Museumban

## Gyártás alatt
Az első sorozatban gyártott Sea Hawk, az F 1 1951. november 14-én szállt fel, de csak két évvel később lépett szolgálatba a 806. században, mely Brawdyban állomásozott, majd áttelepült a HMS Eagle repülőgép-hordozóra. A Hawker mintegy 30 darabot gyártott le belőle. Mivel a Hawker kapacitását lekötötte a RAF számára készülő Hawker Hunter vadászgép gyártása, a Sea Hawk további fejlesztését és építését áttelepítették az Armstrong Whitworth Aircraft céghez, mely szintén a Hawker csoport tagja volt. Az F 1 négy 20 mm-es Hispano Mk V gépágyúval volt felszerelve. Egy 22 kN tolóerejű Rolls-Royce Nene 101 gázturbinás sugárhajtómű hajtotta. Legnagyobb sebessége tengerszinten 964 km/h, hatótávolsága pedig 1,287 km volt külső üzemanyagtartályok nélkül. A második sorozat az F 2 volt, melynél hidraulikusan mozgatott csűrőket és más módosításokat is bevezettek többek között a sárkány szerkezetében is.
A Sea Hawk következő változata az FB 3 vadászbombázó volt, melyből több, mint 100 példány épült és csak kevéssé tért el elődeitől. Szerkezetét megerősítették, hogy egy sor felszerelést és fegyvert tudjon szállítani. Az új fegyverek közé tartozott a két 227 kg-os bomba és 16 irányítás nélküli rakéta. A negyedik változat az FGA 4 csatarepülőgép lett megerősített fegyverzettel. Az FB 5-ök a korábbi FB 3 és FGA 4 voltak, de új motorral, a Rolls-Royce Nene 103-mal. Az utolsó változat, az FGA 6 ugyanaz volt mint elődje, de nem kicserélt motorral, hanem már eleve az új hajtóművel gyártották. Ezekből valamivel kevesebb, mint 90 készült el. Összesen mintegy 500 Sea Hawkot gyártottak le és ezek mind szolgálatban álltak az 1950-es évek középéig.
Bár Ausztrália és Kanada is érdeklődést mutatott kezdetben a Sea Hawk iránt, az első export szállítások a Királyi Holland Légierő számára történtek, ahol 22 Repülőgép 1957 és 1964 között szolgálatban állt. A következő export változat, a Sea Hawk Mk 100 vadászgép a nyugatnémet Bundesmarine számára készült akárcsak a Sea Hawk Mk 101 éjszakai vadász és felderítő repülőgép. Németországban a Sea Hawk az 1960-as évek közepéig volt szolgálatban, amikor F-104 Starfighter vadászgépek váltották fel. Az utolsó export megrendelés Indiából jött, akik számára 24 új gépet gyártottak és 12 felújított haditengerészeti Mk 6-ost szállítottak 1959-ben, majd 30 további nyugatnémet gépet is felújítottak számukra.

## Műszaki adatok (Sea Hawk FGA 6)[11]

### Méretek
- Hossz: 12,09 m
- Fesztáv: 1,89 m
- Magasság: 2,64 m
- Szárnyfelület: 25,83 m²

### Tömeg
- Üres tömeg: 4208 kg
- Teljes tömeg: 5996 kg
- Legnagyobb felszálló tömeg: 7325 kg

### Hajtómű
- Típusa: 1 x Rolls-Royce Nene 103 gázturbinás sugárhajtómű
- Tolóerő: 23,1 kN

### Teljesítményadatok
- Legnagyobb sebesség: 965 km/h
- Hatótáv: 770 km
- Csúcsmagasság: 13 564 m
- Emelkedési sebesség: 29,0 m/s
- Felületi terhelés: 232 kg/m²
- Tolóerő/súly: 0,38

### Fegyverzet
- 4 x 20 mm Hispano Mk V gépágyú egyenként 200 tölténnyel
- Felfüggesztési pontok: 6 db szárny alatt
- 4 x 227 kg-os bomba
- 20 x RP-3 27 kg tömegű irányítás nélküli rakéta vagy 16 x 127 mm-es irányítás nélküli rakéta
- 2 x 410 l-es ledobható üzemanyagtartály